# Saint-Sulpice-d'Arnoult
Saint-Sulpice-d'Arnoult és un municipi francès situat al departament del Charente Marítim i a la regió de la Nova Aquitània. L'any 2007 tenia 610 habitants.

## Demografia

### Població
El 2007 la població de fet de Saint-Sulpice-d'Arnoult era de 610 persones. Hi havia 232 famílies de les quals 52 eren unipersonals (12 homes vivint sols i 40 dones vivint soles), 88 parelles sense fills, 88 parelles amb fills i 4 famílies monoparentals amb fills.
La població ha evolucionat segons el següent gràfic:
Habitants censats

### Habitatges
El 2007 hi havia 274 habitatges, 238 eren l'habitatge principal de la família, 20 eren segones residències i 16 estaven desocupats. 269 eren cases i 2 eren apartaments. Dels 238 habitatges principals, 186 estaven ocupats pels seus propietaris, 45 estaven llogats i ocupats pels llogaters i 7 estaven cedits a títol gratuït; 3 tenien una cambra, 8 en tenien dues, 31 en tenien tres, 73 en tenien quatre i 123 en tenien cinc o més. 201 habitatges disposaven pel capbaix d'una plaça de pàrquing. A 95 habitatges hi havia un automòbil i a 132 n'hi havia dos o més.

### Piràmide de població
La piràmide de població per edats i sexe el 2009 era:
| Homes | Edats   | Dones |
| ----- | ------- | ----- |
| 4     | 95 o +  | 0     |
| 0     | 90 a 94 | 8     |
| 8     | 85 a 89 | 4     |
| 8     | 80 a 84 | 4     |
| 8     | 75 a 79 | 20    |
| 4     | 70 a 74 | 12    |
| 8     | 65 a 69 | 12    |
| 8     | 60 a 64 | 8     |
| 16    | 55 a 59 | 12    |
| 20    | 50 a 54 | 12    |
| 20    | 45 a 49 | 12    |
| 24    | 40 a 44 | 40    |
| 8     | 35 a 39 | 12    |
| 16    | 30 a 34 | 4     |
| 16    | 25 a 29 | 32    |
| 20    | 20 a 24 | 4     |
| 48    | 15 a 19 | 16    |
| 24    | 10 a 14 | 8     |
| 16    | 5 a 9   | 16    |
| 4     | 0 a 4   | 12    |

## Economia
El 2007 la població en edat de treballar era de 383 persones, 289 eren actives i 94 eren inactives. De les 289 persones actives 253 estaven ocupades (141 homes i 112 dones) i 36 estaven aturades (11 homes i 25 dones). De les 94 persones inactives 31 estaven jubilades, 24 estaven estudiant i 39 estaven classificades com a «altres inactius».

### Ingressos
El 2009 a Saint-Sulpice-d'Arnoult hi havia 244 unitats fiscals que integraven 646 persones, la mediana anual d'ingressos fiscals per persona era de 14.951 €.

### Activitats econòmiques
Dels 21 establiments que hi havia el 2007, 1 era d'una empresa de fabricació d'altres productes industrials, 4 d'empreses de construcció, 5 d'empreses de comerç i reparació d'automòbils, 1 d'una empresa d'hostatgeria i restauració, 2 d'empreses immobiliàries, 4 d'empreses de serveis, 1 d'una entitat de l'administració pública i 3 d'empreses classificades com a «altres activitats de serveis».
Dels 7 establiments de servei als particulars que hi havia el 2009, 1 era un taller de reparació d'automòbils i de material agrícola, 1 paleta, 1 guixaire pintor, 1 fusteria, 1 electricista, 1 perruqueria i 1 restaurant.
Dels 3 establiments comercials que hi havia el 2009, 1 era una gran superfície de material de bricolatge, 1 una botiga de menys de 120 m² i 1 una carnisseria.
L'any 2000 a Saint-Sulpice-d'Arnoult hi havia 23 explotacions agrícoles que ocupaven un total de 850 hectàrees.

## Equipaments sanitaris i escolars
El 2009 hi havia una escola elemental integrada dins d'un grup escolar amb les comunes properes formant una escola dispersa.

## Poblacions més properes
El següent diagrama mostra les poblacions més properes.